# Desheun Ryo Yamakawa
Desheun Ryo Yamakawa (山川 デション諒 Yamakawa Desheun Ryo?, nacido el 21 de abril de 1997 en Okinawa) es un futbolista japonés que se desempeña como delantero.

## Trayectoria

### Clubes
| Club      | País  | Año         |
| --------- | ----- | ----------- |
| FC Ryukyu | Japón | 2016 - 2017 |

## Estadística de carrera

### J. League
| Club      | Año   | J. League | J. League | Copa J. League | Copa J. League | Total | Total |
| Club      | Año   | Part.     | Goles     | Part.          | Goles          | Part. | Goles |
| --------- | ----- | --------- | --------- | -------------- | -------------- | ----- | ----- |
| FC Ryukyu | 2016  | 1         | 0         | -              | -              | 1     | 0     |
| FC Ryukyu | 2017  | 0         | 0         | -              | -              | 0     | 0     |
| Total     | Total | 1         | 0         | 0              | 0              | 1     | 0     |